# 异羽蛛
异羽蛛（学名：Oxyptila inaequalis）为蟹蛛科羽蛛属的动物。在中国大陆，分布于甘肃、内蒙古、山东等地。该物种的模式产地在甘肃。